# Valettiopsis dentata
Valettiopsis dentata är en kräftdjursart som beskrevs av Edward Morell Holmes 1908. Valettiopsis dentata ingår i släktet Valettiopsis och familjen Lysianassidae. Inga underarter finns listade i Catalogue of Life.